# Conradina de Reuss-Kostritz
Conradina de Reuss-Kostritz (en alemany Konradine Reuß von Schleiz zu Köstritz) va néixer a Turíngia (Alemanya) el 22 de desembre de 1719 i va morir a la mateixa Turingia el 2 de febrer de 1770. Era una noble alemanya, filla del comte Enric XXIV de Reuss-Kostritz (1681-1748) i de la baronessa Emma Elionor de Promnitz-Dittersbach
(1688-1776).
El 4 d'abril de 1743 es va casar a Köstritz amb Enric XI de Reuss-Obergreiz (1722-1800), fill del comte Enric II de Reuss-Obergreiz (1696-1722) i de Carlota Sofia de Bothmer (1697-1748). El matrimoni va tenir els següents fills:
- Enric XII (1744-1745)
- Amàlia (1745-1748)
- Enric XIII (1747-1817), príncep de Reuss-Greiz que es va casar amb Lluïsa Guillemina de Nassau-Weilburg (1765-1837).
- Frederica (1748-1816) que es va casar primer amb Lluís Frederic de Castell-Rüdenhausen (1746-1803), de qui es divorcià el 1769 per tornar-se a casar amb el príncep Frederic de Hohenlohe-Kirchberg (1732-1796).
- Enric XIV (1749-1799) casat amb Maria Anna Meyer de Eybenberg (1775-1812).
- Enric XV (1751-1825).
- Isabel (1752-1824) casada amb Guillem Jordi de Kirchberg (1751-1777).
- Maria (1754-1759)
- Victòria (1756-1819) casada amb el príncep Ernst Wolfgang II d'Isenburg Birstein (1735-1803)
- Enric XVI (1759-1763)
- Enric XVII (1761-1807) casat amb Babette Benigna de Wenz Lahnstein (1775-1838).